# IT Волос Вероники
IT Волос Вероники (лат. IT Comae Berenices), HD 118234 — двойная звезда в созвездии Волос Вероники на расстоянии приблизительно 520 световых лет (около 159 парсек) от Солнца. Видимая звёздная величина звезды — от +7,77m до +7,57m. Возраст звезды определён как в среднем около 7,76 млрд лет.

## Характеристики
Первый компонент — оранжевый гигант, эруптивная переменная звезда типа RS Гончих Псов (RS)** спектрального класса K1III*, или K0,5III, или K0III, или K0. Масса — около 1,532 солнечной, радиус — около 9,01 солнечного, светимость — около 26,121 солнечной. Эффективная температура — около 4974 K.
Второй компонент. Орбитальный период — около 59,054 суток.

## Планетная система
В 2019 году учёными, анализирующими данные проектов HIPPARCOS и Gaia, у звезды обнаружена планета HIP 66286 b.